# Kang Ji-wook
Kang Ji-wook (kor. 강지욱; * 7. Juli 1992) ist ein südkoreanischer Badmintonspieler. 

## Karriere
Kang Ji-wook gewann bei den Olympischen Jugend-Sommerspielen 2010 Bronze im Herreneinzel. Bei der Badminton-Juniorenweltmeisterschaft 2010 wurde er jeweils Zweiter im Einzel. im Mixed und mit dem Team. 2012 erkämpfte er sich seinen ersten großen Erfolg im Erwachsenenbereich, als er Bronze im Mixed bei der Asienmeisterschaft gewinnen konnte.

## Referenzen
- Kang Ji-wook beim Badminton-Weltverband

| Personendaten    | Personendaten                    |
| ---------------- | -------------------------------- |
| NAME             | Kang, Ji-wook                    |
| ALTERNATIVNAMEN  | 강지욱 (koreanisch, Hangeul)     |
| KURZBESCHREIBUNG | südkoreanischer Badmintonspieler |
| GEBURTSDATUM     | 7. Juli 1992                     |